# Чемберлен, Невилл
А́ртур Не́вилл Че́мберлен (англ. Arthur Neville Chamberlain; 18 марта 1869[…], Бирмингем, Уорикшир — 9 ноября 1940[…], Рединг) — британский государственный и политический деятель, премьер-министр Великобритании (1937—1940), лидер Консервативной партии. Наиболее известен как главный проводник политики умиротворения Гитлера. Руководил Великобританией в первые месяцы Второй мировой войны.
Сын Джозефа Чемберлена, младший единокровный брат Остина Чемберлена.

## Биография
Родился в семье известного государственного деятеля Джозефа Чемберлена. Обучался в элитной школе в Рагби и Бирмингемском университете. Довольно продолжительное время посвятил предпринимательской деятельности. В 1911 году, в возрасте 42 лет, избран в городской совет Бирмингема от Либеральной юнионистской партии. В 1914 году умер его отец. В 1915—1916 годах занимал пост лорда-мэра города Бирмингема. Пятеро дядей Невилла также занимали высшие посты в городском управлении Бирмингема: Ричард Чемберлен, Уильям и Джордж Кенрики, Чарльз Бил (четырежды становившийся лордом-мэром) и сэр Томас Мартино. В декабре 1916 года премьер-министр-либерал Дэвид Ллойд-Джордж предложил Невиллу занять новую высшую должность Великобритании в сфере военного призыва и ВПК. Невилл согласился, но на этой должности у него произошёл конфликт с Ллойд-Джорджем, и в августе 1917 года с должности пришлось уйти, а между двумя политиками навсегда установились неприязненные отношения.
В 1918 году избран в парламент от Юнионистской партии, победив в своём округе одну из первых женщин-кандидатов, Марджери Корбетт Эшби, и в свои 49 лет став самым возрастным депутатом-новичком, ставшим впоследствии премьер-министром. В 1923 году, а также с ноября 1924 по июнь 1929 года — министр здравоохранения. В 1923—1924 и 1931—1937 годах — канцлер казначейства.
Премьер-министр Великобритании в 1937—1940 годах. Сторонник политики умиротворения агрессора. Выступал противником модернизации вооружённых сил Великобритании, в результате британская армия вступила во Вторую мировую войну неподготовленной. В 1938 году подписал Мюнхенское соглашение с Гитлером, Муссолини и Даладье. Вернувшись в Лондон, Чемберлен предъявил публике на аэродроме подписанное соглашение со словами: «Я привёз мир для нашего поколения». Уже в следующем году стало ясно, что политика умиротворения не принесла Европе мира: началась Вторая мировая война.
Чемберлен объявил войну Германии 3 сентября 1939 года и несколько месяцев был премьер-министром воюющей страны. Под его руководством проходила так называемая Странная война. В следующем году у него возникли политические разногласия с лейбористами, под влиянием которых Чемберлен 10 мая 1940 года покинул пост премьер-министра, уступив его Уинстону Черчиллю, стороннику бескомпромиссной борьбы с Гитлером. В мае—октябре 1940 года Чемберлен входил в состав кабинета министров в качестве лорда-председателя Совета и даже вёл его заседания, когда Черчилля не было на месте. Но резкое ухудшение здоровья заставило его окончательно выйти в отставку.
В том же году экс-премьер скончался от рака кишечника, который у него обнаружили лишь в терминальной стадии. Последние месяцы жил в своём поместье, расположенном в Хайтфилд-парке.

## Киновоплощение
- 2017 — «Тёмные времена» (англ. Darkest Hour) — Рональд Пикап
- 2021 — «Мюнхен: На пороге войны» (англ. Munich: The Edge of War) — Джереми Айронс

## Комментарии
1. ↑  Чемберлена воспринимали как человека, пытавшегося предотвратить новую войну, общественная поддержка его попыток договориться с Гитлером начала таять лишь к концу лета 1939 года. Внутри Консервативной партии Чемберлен продолжал пользоваться огромной популярностью даже после своей отставки[13]